# Георгій Риґа
Джордж Риґа (27 липня 1932 — 18 листопада 1987) — канадський драматург, актор і прозаїк. Серед інших тем у його творах досліджувався досвід корінних народів Канади. Найвідоміший його твір — «Екстаз Рити Джо».

## Перші роки
Риґа народився в Діп-Крік поблизу Атабаски, Альберта, в родині бідних українських іммігрантів. Не маючи можливості продовжувати навчання після шостого класу, він працював на різних роботах, у тому числі копірайтером на радіо. Риґа продовжив навчання, відвідуючи заочне навчання та отримав стипендію в Школі образотворчих мистецтв Банфа. У 1955 році він подорожував до Європи, де взяв участь у Всесвітній асамблеї миру в Гельсінкі та працював на BBC. Наступного року він повернувся до Канади.

## Кар'єра
Живучи в Едмонтоні, Джордж опублікував свою першу книгу «Пісня моїх рук» (1956), збірку віршів.
Перша п'єса Риґа «Індіянець» була показана на телебаченні в 1961 році. У 1967 році він отримав національну популярність із «Екстазом Ріти Джо». Цей твір, який багато хто вважає найважливішою англомовною п'єсою канадського драматурга, є історією молодої місцевої жінки, яка прибуває до міста та виявляє, що їй немає місця ні з рідними людьми, ні з білими. Її виконували у Ванкувері, в Національному центрі мистецтв в Оттаві та в штаті Вашингтон. У 1971 році твір було виконано як балет Королівським вінніпезьким балетом.
Серед інших п'єс Риги:
- Полонені безликого барабанщика — 1971
- Схід сонця на Сарі — 1972
- Портрет Анжеліки — 1973 рік
- Орачі Льодовика — 1977р
- У тіні грифа — 1985
- Парацельс — 1986 рік
- Саммерленд — 1992 рік

Джордж зробив значний внесок у популярну музику, написавши тексти для серії пісень, створених учасниками гурту The Collectors із Ванкувера для саундтреку до його п'єси 1969 року «Трава і суниця». Early Morning, реліз синглу з альбому Grass & Wild Strawberries, що вийшов у результаті, став незначним місцевим хітом, а вражаючий альбомний трек Seventeenth Summer був перезаписаний гуртом після того, як він зазнав змін у складі та змінив назву на Chilliwack. Особливий трек, створений під сильним впливом музичних форм перших націй, став фірмовою мелодією в живих шоу Chilliwack протягом багатьох наступних років.

## Смерть
Джордж помер у Саммерленді, Британська Колумбія, у 1987 році. Його дім перетворили на George Ryga Centre, центр мистецтва та культури, який проіснував до 2012 року, коли закрився через фінансові проблеми. Зараз він у приватних руках.

## Визнання
У 1995 році була опублікована біографія Джеймса Гоффмана «Екстаз опору».
З 2004 року премія імені Джорджа Риґи за соціальну свідомість у літературі вручається письменнику Британської Колумбії, який опублікував книгу на важливі соціальні теми. у 2021 році лавреатом цієї премії став Джефф Майнетт.
У жовтні 2015 року в нещодавно відкритій бібліотеці Summerland Library було встановлено настінну дошку на честь Георгія Риґи. У 2016 році в Саммерленді було розпочато натхненний Джорджем Риґою Ризький фестиваль мистецтв, що триває до 2021 року. У 2020 році в музеї Summerland створено архів Джорджа Риґи.

## Фільмографія
- 2009 — Голодні пагорби
- 2018 — Просто людина Великої ведмедиці: фільм про Джорджа Риґу, сценарист і режисер Джина Пейзант Reel Mensch Studios, Едмонтон, Альберта, Канада.

## Подальше читання
- Bauch, Marc A. (2012), Canadian self-perception and self-representation in English-Canadian drama after 1967, Köln, Germany: Wiku Verlag, ISBN 9783865534071